# 瑞峰牧場

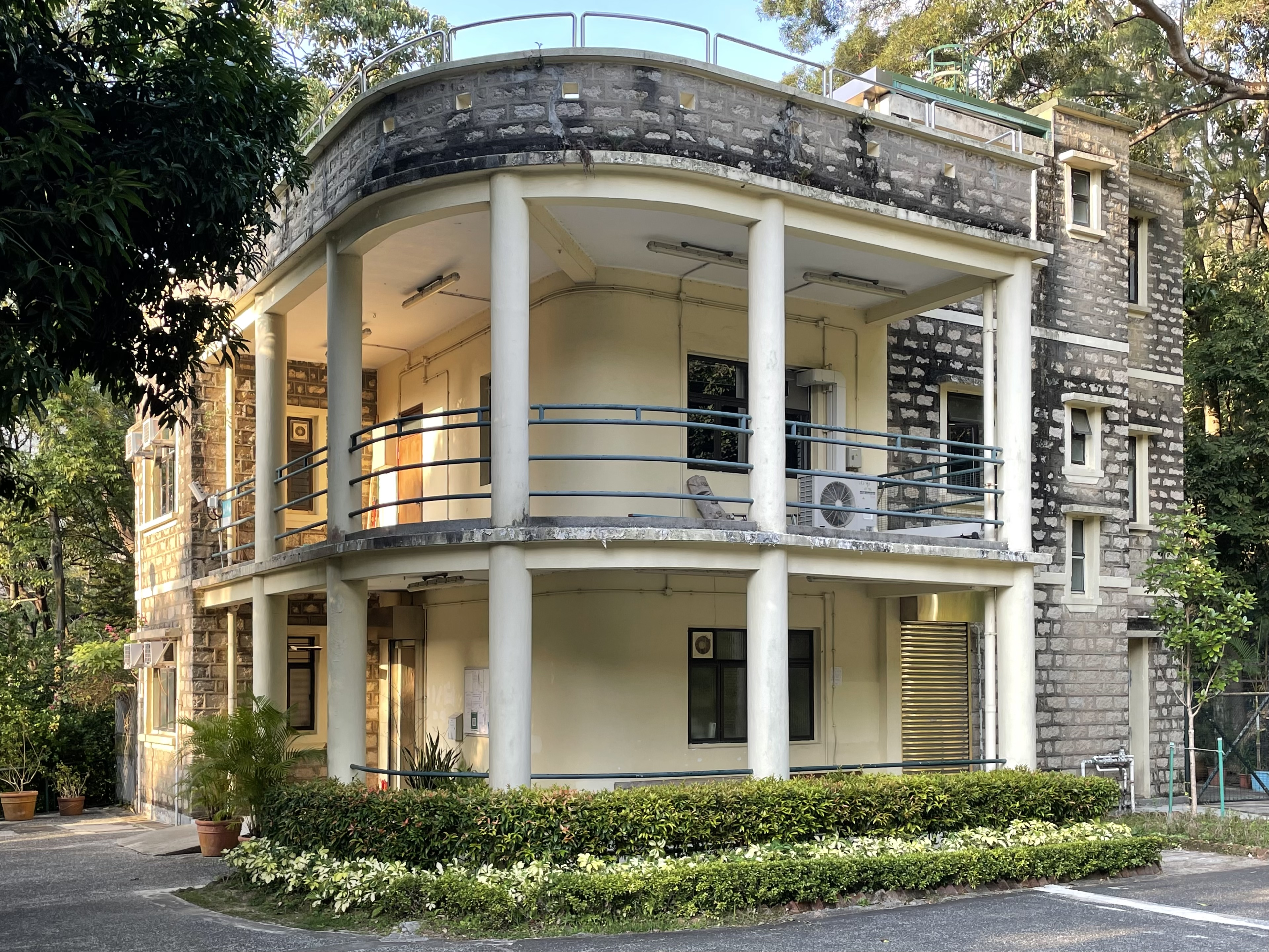
牧場唯一保留的平房建築

瑞峰牧場是一個位於下葵涌區的乳牛牧場，位於現今青山公路葵涌段與葵涌大連排道之間。1980年代初結束，原址變成中葵涌公園。

## 位置
根據地政總署出版地圖，上述位置曾經同時存在兩個乳牛場：位於南面的瑞峰牧場和位於北面的梁發牛奶廠（Leung Fat Dairy Farm）。然而，根據葵青區議會出版的《葵青－舊貌新顏．傳承與突破》一書記載，兩個乳牛場分別是由曾氏經營的瑞峰牧場和「由楊氏經營的不知名牧場」，後者未知是否即是梁發牛奶廠。在大連排路未建成之前，兩個乳牛場共用同一條小型車路連接東面的青山公路。該牧場座落於山坡上，坐東向西，面向尚未完全填平的醉酒灣（今葵芳、葵興一帶）。

## 歷史
兩個乳牛場最遲於1960年開始營辦，直至1983年1月兩個乳牛場所屬建築物在地圖上被標示為荒廢 。根據《葵青－舊貌新顏．傳承與突破》記載，瑞峰牧場營業至1970年代初，其後轉售予佳寧娜，土地再輾轉交到政府手中。
1985年，瑞峰牧場所在地開始清拆建築物，原址於1986年建成中葵涌公園。1988年，北面的梁發牛奶廠所在地也開始清拆建築物，改建成為中葵涌公園一部份。

## 遺留痕跡
今日中葵涌公園辦事處建築物原為瑞峰牧場主人曾氏的平房及辦事處，地下是工人飯堂，門外椰樹相信是牛場年代種植。除此棟建築物外，兩所乳牛場的所有建築物，包括地圖上曾標示出的牛棚及泳池，均沒有留下，而當日牧場用以連接青山公路的小型車路仍然保留作公園行人徑。
公園設有牛雕塑作裝飾，由梁發牛奶廠乳牛場留下，亦有年老街坊仍會稱呼中葵涌公園作「牛房公園」。

## 外部連結
- Digital Repository@HKUL: Cowshed, Kwai Chung Village 葵涌村乳牛場